# A Simpson család epizódjainak listája (30. évadtól)
A Simpson család amerikai animációs sorozat, melynek ezidáig 36 évadja és 790 epizódja van.

## Előző évadok
A sorozat első 19 évadának epizódjait A Simpson család epizódjainak listája (1–19. évad) szócikk tartalmazza. Ez a szócikk pedig a 20. és 29. évad közötti évadokat tartalmazza. A Simpson család epizódjainak listája (20–29. évad).

## 30. évad (2018-2019)
| Sor. | Év. | Cím                                                               | Rendező           | Író                                                            | Premier                             | Nézettség   |
| ---- | --- | ----------------------------------------------------------------- | ----------------- | -------------------------------------------------------------- | ----------------------------------- | ----------- |
| 640. | 1.  | A Simpson család 30 éve (Bart's Not Dead)                         | Bob Anderson      | Stephanie Gillis                                               | 2018. szeptember 30. 2019. május 7. | 3,24 millió |
| 641. | 2.  | Nem félünk a farkastól (Heartbreak Hotel)                         | Steven Dean Moore | Renee Ridgeley & Matt Selman                                   | 2018. október 7. 2019. május 8.     | 4,60 millió |
| 642. | 3.  | Út a mennyországba (My Way or the Highway to Heaven)              | Rob Oliver        | Dan Castellaneta, Deb Lacusta & Vince Waldron                  | 2018. október 14. 2019. május 9.    | 2,52 millió |
| 643. | 4.  | Rémségek Simpson háza XXIX. (Treehouse of Horror XXIX)            | Matthew Faughnan  | Joel H. Cohen                                                  | 2018. október 21. 2019. május 10.   | 2,95 millió |
| 644. | 5.  | Az én kocsimat nem vezetheti senki (Baby You Can't Drive My Car)  | Timothy Bailey    | Rob LaZebnik                                                   | 2018. november 4. 2019. május 13.   | 5,08 millió |
| 645. | 6.  | Oroszországból, szeretet nélkül (From Russia Without Love)        | Matthew Nastuk    | Michael Ferris                                                 | 2018. november 11. 2019. május 14.  | 2,35 millió |
| 646. | 7.  | Tubberwares pita (Werking Mom)                                    | Michael Polcino   | Carolyn Omine & Robin Sayers                                   | 2018. november 18. 2019. május 15.  | 4,34 millió |
| 647. | 8.  | Szottyos, a bohóc (Krusty the Clown)                              | Matthew Faughnan  | Ryan Koh                                                       | 2018. november 25. 2019. május 16.  | 2,11 millió |
| 648. | 9.  | Apuci Finch (Daddicus Finch)                                      | Steven Dean Moore | Al Jean                                                        | 2018. december 2. 2019. május 17.   | 4,33 millió |
| 649. | 10. | A harmincadik karácsony (Tis the 30th Season)                     | Lance Kramer      | Történet: Jeff Westbrook Tévéjáték: John Frink & Joel H. Cohen | 2018. december 9. 2019. május 20.   | 7,53 millió |
| 650. | 11. | A játék katona (Mad About the Toy)                                | Rob Oliver        | Michael Price                                                  | 2019. január 6. 2019. május 21.     | 2,33 millió |
| 651. | 12. | A lány a buszon (The Girl on the Bus)                             | Chris Clements    | Joel H. Cohen                                                  | 2019. január 13. 2019. május 22.    | 8,20 millió |
| 652. | 13. | Én táncolnék veled (I'm Dancing as Fat as I Can)                  | Matthew Nastuk    | Jane Becker                                                    | 2019. február 10. 2019. május 23.   | 1,75 millió |
| 653. | 14. | A bohóc a képen marad (The Clown Stays in the Picture)            | Timothy Bailey    | Matt Selman                                                    | 2019. február 17. 2019. május 24.   | 2,75 millió |
| 654. | 15. | Enyhítő körülmény egyszer egy (101 Mitigations)                   | Mark Kirkland     | Történet: Rob LaZebnik Tévéjáték: Brian Kelley & Dan Vebber    | 2019. március 3. 2019. május 27.    | 2,25 millió |
| 655. | 16. | Sérv sérelem (I Want You (She's So Heavy))                        | Steven Dean Moore | Jeff Westbrook                                                 | 2019. március 10. 2019. május 28.   | 2,21 millió |
| 656. | 17. | E-nyém sport (E My Sports)                                        | Rob Oliver        | Rob LaZebnik                                                   | 2019. március 17. 2019. május 29.   | 2,08 millió |
| 657. | 18. | Bart Inci és Finci ellen (Bart vs. Itchy & Scratchy)              | Chris Clements    | Megan Amram                                                    | 2019. március 24. 2019. május 30.   | 1,99 millió |
| 658. | 19. | A család kicsi kincse (Girl's in the Band)                        | Jennifer Moeller  | Nancy Cartwright                                               | 2019. március 31. 2019. május 31.   | 2,07 millió |
| 659. | 20. | Aki nem tudott nemet mondani (I'm Just a Girl Who Can't Say D'oh) | Michael Polcino   | Jeff Martin & Jenna Martin                                     | 2019. április 7. 2019. június 3.    | 1,61 millió |
| 660. | 21. | D'oh Kanada (D'oh Canada)                                         | Matthew Nastuk    | Tim Long & Miranda Thompson                                    | 2019. április 28. 2019. december 2. | 1,93 millió |
| 661. | 22. | A nagy Simpson rablás (Woo-Hoo Dunnit?)                           | Steven Dean Moore | Brian Kelley                                                   | 2019. május 5. 2019. december 3.    | 1,79 millió |
| 662. | 23. | Kristálykék ráhatás (Crystal Blue-Haired Persuasion)              | Matthew Faughnan  | Megan Amram                                                    | 2019. május 12. 2019. december 4.   | 1,50 millió |

## 31. évad (2019-2020)
| Sor. | Év. | Cím                                                               | Rendező           | Író                                                         | Premier                                 | Nézettség   |
| ---- | --- | ----------------------------------------------------------------- | ----------------- | ----------------------------------------------------------- | --------------------------------------- | ----------- |
| 663. | 1.  | Lájkolni, vagy nem lájkolni (The Winter of Our Monetized Content) | Bob Anderson      | Ryan Koh                                                    | 2019. szeptember 29. 2020. december 31. | 2,33 millió |
| 664. | 2.  | Homentor (Go Big or Go Homer)                                     | Matthew Faughnan  | John Frink                                                  | 2019. október 6. 2020. december 31.     | 5,63 millió |
| 665. | 3.  | A vastag kék vonal (The Fat Blue Line)                            | Michael Polcino   | Bill Odenkirk                                               | 2019. október 13. 2020. december 31.    | 2,13 millió |
| 666. | 4.  | Rémségek Simpson háza XXX. (Treehouse of Horror XXX)              | Timothy Bailey    | J. Stewart Burns                                            | 2019. október 20. 2020. december 31.    | 5,42 millió |
| 667. | 5.  | Ha jó, ha nem jó (Gorillas on the Mast)                           | Matthew Nastuk    | Max Cohn                                                    | 2019. november 3. 2020. december 31.    | 2,02 millió |
| 668. | 6.  | Öntsd a tőkét, ne siránkozz! (Marge the Lumberjill)               | Rob Oliver        | Ryan Koh                                                    | 2019. november 10. 2020. december 31.   | 5,00 millió |
| 669. | 7.  | Kirúg a hámból (Livin La Pura Vida)                               | Timothy Bailey    | Brian Kelley                                                | 2019. november 17. 2020. december 31.   | 2,08 millió |
| 670. | 8.  | Hálaadásnapi horror (Thanksgiving of Horror)                      | Rob Oliver        | Dan Vebber                                                  | 2019. november 24. 2020. december 31.   | 5,42 millió |
| 671. | 9.  | A Flanders család (Todd, Todd, Why Hast Thou Forsaken Me?)        | Chris Clements    | Tim Long & Miranda Thompson                                 | 2019. december 1. 2020. december 31.    | 1,99 millió |
| 672. | 10. | Springfield-i grincs (Bobby, It's Cold Outside)                   | Steven Dean Moore | John Frink & Jeff Westbrook                                 | 2019. december 15. 2020. december 31.   | 4,97 millió |
| 673. | 11. | Lisa mosolya (Hail to the Teeth)                                  | Mark Kirkland     | Elisabeth Kiernan Averick                                   | 2020. január 5. 2021. január 1.         | 1,81 millió |
| 674. | 12. | Félrenevelés (The Miseducation of Lisa Simpson)                   | Matthew Nastuk    | J. Stewart Burns                                            | 2020. február 16. 2021. január 1.       | 1,95 millió |
| 675. | 13. | Frinkcoin (Frinkcoin)                                             | Steven Dean Moore | Rob LaZebnik                                                | 2020. február 23. 2021. január 1.       | 1,84 millió |
| 676. | 14. | Evált nézer skrudge (Bart the Bad Guy)                            | Jennifer Moeller  | Dan Vebber                                                  | 2020. március 1. 2021. január 1.        | 1,66 millió |
| 677. | 15. | Képernyő nélküli (Screenless)                                     | Michael Polcino   | J. Stewart Burns                                            | 2020. március 8. 2021. január 1.        | 1,63 millió |
| 678. | 16. | Javító nevelő (Better Off Ned)                                    | Rob Oliver        | Történet: Al Jean Tévéjáték: Joel H. Cohen & Jeff Westbrook | 2020. március 15. 2021. január 1.       | 1,70 millió |
| 679. | 17. | Ahová lépek, fű terem (Highway to Well)                           | Chris Clements    | Carolyn Omine                                               | 2020. március 22. 2021. január 1.       | 1,66 millió |
| 680. | 18. | Jóbarátok (The Incredible Lightness of Being a Baby)              | Bob Anderson      | Tom Gammill and Max Pross                                   | 2020. április 19. 2021. január 1.       | 1,58 millió |
| 681. | 19. | Pap-párbaj 1.rész (Warrin' Priests (Part 1))                      | Bob Anderson      | Pete Holmes                                                 | 2020. április 26. 2021. január 1.       | 1,35 millió |
| 682. | 20. | Pap-párbaj 2.rész (Warrin' Priests (Part 2))                      | Matthew Nastuk    | Pete Holmes                                                 | 2020. május 3. 2021. január 1.          | 1,36 millió |
| 683. | 21. | Aljas nyolcas (The Hateful Eight-Year-Olds)                       | Jennifer Moeller  | Joel H. Cohen                                               | 2020. május 10. 2021. január 1.         | 1,40 millió |
| 684. | 22. | Kutyaélet (Way of the Dog)                                        | Matthew Faughnan  | Carolyn Omine                                               | 2020. május 17. 2021. január 1.         | 1,89 millió |

## 32. évad (2020-2021)
| Sor. | Év. | Cím                                                                                         | Rendező           | Író                                  | Premier                               | Nézettség   |
| ---- | --- | ------------------------------------------------------------------------------------------- | ----------------- | ------------------------------------ | ------------------------------------- | ----------- |
| 685. | 1.  | Burns beépül (Undercover Burns)                                                             | Bob Anderson      | David Cryan                          | 2020. szeptember 27. 2022. október 6. | 4,44 millió |
| 686. | 2.  | A Simpsónus család (I, Carumbus)                                                            | Rob Oliver        | Cesar Mazariegos                     | 2020. október 4. 2022. október 6.     | 1,51 millió |
| 687. | 3.  | Műértők (Now Museum, Now You Don't)                                                         | Timothy Bailey    | Dan Greaney                          | 2020. október 11. 2022. október 11.   | 1,36 millió |
| 688. | 4.  | Rémségek Simpson háza XXXI (Treehouse of Horror XXXI)                                       | Steven Dean Moore | Julia Prescott                       | 2020. november 1. 2022. október 11.   | 4,93 millió |
| 689. | 5.  | Hét sörnyi vágyakozás (The 7 Beer Itch)                                                     | Michael Polcino   | Joel H. Cohen, John Frink, & Al Jean | 2020. november 8. 2022. október 12.   | 1,74 millió |
| 690. | 6.  | A bűnös bácsi (Podcast News)                                                                | Matthew Faughnan  | David X. Cohen                       | 2020. november 15. 2022. október 12.  | 3,50 millió |
| 691. | 7.  | Három megtagadott álom (Three Dreams Denied)                                                | Steven Dean Moore | Danielle Weisberg                    | 2020. november 22. 2022. október 13.  | 4,41 millió |
| 692. | 8.  | Váratlan utazás (The Road to Cincinnati)                                                    | Matthew Nastuk    | Jeff Westbrook                       | 2020. november 29. 2022. október 13.  | 1,63 millió |
| 693. | 9.  | Bocsánat, nincs bocsánat (Sorry Not Sorry)                                                  | Rob Oliver        | Nell Scovell                         | 2020. december 6. 2022. október 18.   | 1,66 millió |
| 694. | 10. | Egy Springfieldi nyári karácsony karácsonyra (A Springfield Summer Christmas for Christmas) | Timothy Bailey    | Jessica Conrad                       | 2020. december 13. 2022. október 18.  | 3,92 millió |
| 695. | 11. | Korlátozott apai ösztönök (Dad Feelings-Limited)                                            | Chris Clements    | Ryan Koh                             | 2021. január 3. 2022. október 19.     | 1,89 millió |
| 696. | 12. | Vadalma naplója (Diary Queen)                                                               | Matthew Nastuk    | Jeff Westbrook                       | 2021. február 21. 2022. október 19.   | 1,43 millió |
| 697. | 13. | Egy kötegnyi cél (Wad Goals)                                                                | Michael Polcino   | Brian Kelley                         | 2021. február 28. 2022. október 20.   | 1,24 millió |
| 698. | 14. | Pórnép zene (Yokel Hero)                                                                    | Rob Oliver        | Jeff & Samantha Martin               | 2021. március 7. 2022. október 20.    | 1,38 millió |
| 699. | 15. | Álmodnak-e a PizzaBotok elektromos gitárokkal? (Do PizzaBots Dream of Electric Guitars?)    | Jennifer Moeller  | Michael Price                        | 2021. március 14. 2022. október 25.   | 1,43 millió |
| 700. | 16. | A titkos szoba (Manger Things)                                                              | Steven Dean Moore | Rob LaZebnik                         | 2021. március 21. 2022. október 25.   | 1,28 millió |
| 701. | 17. | Csiszolatlan nők (Uncut Femmes)                                                             | Chris Clements    | Christine Nangle                     | 2021. március 28. 2022. október 26.   | 1,22 millió |
| 702. | 18. | A jó Burns (Burger Kings)                                                                   | Lance Kramer      | Rob LaZebnik                         | 2021. április 11. 2022. október 26.   | 1,24 millió |
| 703. | 19. | Azok a 80-as évek (Panic in the Streets of Springfield)                                     | Matthew Nastuk    | Tim Long                             | 2021. április 18. 2022. október 27.   | 1,31 millió |
| 704. | 20. | Családi viszály (Mother and Child Reunion)                                                  | Jennifer Moeller  | J. Stewart Burns                     | 2021. május 9. 2022. október 27.      | 1,11 millió |
| 705. | 21. | Kémek Springfieldben (The Man from G.R.A.M.P.A.)                                            | Bob Anderson      | Carolyn Omine                        | 2021. május 16. 2022. november 1.     | 1,06 millió |
| 706. | 22. | Alkoholtilalom (The Last Barfighter)                                                        | Timothy Bailey    | Dan Vebber                           | 2021. május 23. 2022. november 1.     | 1,02 millió |

## 33. évad (2021-2022)
| Sor. | Év. | Cím | Rendező            | Író                            | Premier                               | Nézettség   |
| ---- | --- | --- | ------------------ | ------------------------------ | ------------------------------------- | ----------- |
| 707. | 1.  | A sztár a kulisszák mögött (The Star of Backstage) | Rob Oliver         | Elisabeth Kiernan Averick      | 2021. szeptember 26. 2022. június 14. | 3,48 millió |
| 708. | 2.  | Bart börtönben van (Bart's in Jail!) | Steven Dean Moore  | Nick Dahan                     | 2021. október 3. 2022. június 14.     | 1,48 millió |
| 709. | 3.  | Rémségek Simpson háza XXXII (Treehouse of Horror XXXII) | Matthew Faughnan   | John Frink                     | 2021. október 10. 2022. június 14.    | 3,94 millió |
| 710. | 4.  | Ahogy voltunk (The Wayz We Were) | Matthew Nastuk     | Joel H. Cohen                  | 2021. október 17. 2022. június 14.    | 1,51 millió |
| 711. | 5.  | Lisa hasa (Lisa's Belly) | Timothy Bailey     | Juliet Kaufman                 | 2021. október 24. 2022. június 14.    | 1,83 millió |
| 712. | 6.  | Komoly Flanders 1. rész (A Serious Flanders Part 1) | Debbie Mahan       | Cesar Mazariegos               | 2021. november 7. 2022. június 14.    | 3,47 millió |
| 713. | 7.  | Komoly Flanders 2. rész (A Serious Flanders Part 2) | Matthew Faughnan   | Cesar Mazariegos               | 2021. november 14. 2022. június 14.   | 1,66 millió |
| 714. | 8.  | Egy égő lakáj portréja (Portrait of a Lackey on Fire) | Steven Dean Moore  | Rob LaZebnik & Johnny LaZebnik | 2021. november 21. 2022. június 14.   | 3,97 millió |
| 715. | 9.  | Anyák és más idegenek (Mothers and Other Strangers) | Rob Oliver         | Al Jean                        | 2021. november 28. 2022. június 14.   | 3,61 millió |
| 716. | 10. | Mű Maggie (A Made Maggie) | Timothy Bailey     | Elisabeth Kiernan Averick      | 2021. december 19. 2022. június 14.   | 3,90 millió |
| 717. | 11. | A leghosszabb Marge (The Longest Marge) | Matthew Nastuk     | Brian Kelley                   | 2022. január 2. 2022. június 14.      | 2,02 millió |
| 718. | 12. | Pixeles és fél (Pixelated and Afraid) | Chris Clements     | John Frink                     | 2022. február 27. 2022. június 14.    | 1,41 millió |
| 719. | 13. | Fiúk és a felvidék (Boyz N the Highlands) | Bob Anderson       | Dan Vebber                     | 2022. március 6. 2022. június 14.     | 1,53 millió |
| 720. | 14. | Nem fogod elhinni, hogy miről szól ez az epizód - a harmadik felvonás sokkoló lesz! (You Won't Believe What This Episode is About - Act Three Will Shock You!) | Jennifer Moeller   | Christine Nangle               | 2022. március 13. 2022. június 14.    | 1,14 millió |
| 721. | 15. | Bart, a menő kölyök (Bart the Cool Kid) | Steven Dean Moore  | Ryan Koh                       | 2022. március 20. 2022. június 14.    | 1,04 millió |
| 722. | 16. | Csinos kis hazug (Pretty Whittle Liar) | Mike Frank Polcino | Joel H. Cohen                  | 2022. március 27. 2022. június 14.    | 1,10 millió |
| 723. | 17. | Vérző íny hangja (The Sound of Bleeding Gums) | Chris Clements     | Loni Steele Sosthand           | 2022. április 10. 2022. június 14.    | 0,95 millió |
| 724. | 18. | A polipom és egy tanár (My Octopus and a Teacher) | Rob Oliver         | Carolyn Omine                  | 2022. április 24. 2022. június 14.    | 0,97 millió |
| 725. | 19. | A lányok csak szórakoznak Shaunával (Girls Just Shauna Have Fun)                                                                                               | Matthew Nastuk     | Jeff Westbrook                 | 2022. május 1. 2022. június 14.       | 1,03 millió |
| 726. | 20. | Marge a gonosz (Marge the Meanie) | Timothy Bailey     | Megan Amram                    | 2022. május 8. 2022. június 14.       | 0,85 millió |
| 727. | 21. | A hús gyilkosság (Meat Is Murder) | Bob Anderson       | Michael Price                  | 2022. május 15. 2022. június 14.      | 1,00 millió |
| 728. | 22. | Szegényházi rock (Poorhouse Rock) | Jennifer Moeller   | Tim Long                       | 2022. május 22. 2022. június 14.      | 0,93 millió |

## 34. évad (2022-2023)
| Sor. | Év. | Cím                                                                            | Rendező             | Író                                    | Premier              | Nézettség   |
| ---- | --- | ------------------------------------------------------------------------------ | ------------------- | -------------------------------------- | -------------------- | ----------- |
| 729. | 1.  | Mutasd a teknőst (Habeus Tortoise)                                             | Matthew Faughnan    | Broti Gupta                            | 2022. szeptember 25. | 4,15 millió |
| 730. | 2.  | Egy dühös Lisa (One Angry Lisa)                                                | Matthew Nastuk      | Jessica Conrad                         | 2022. október 2.     | 1,46 millió |
| 731. | 3.  | Lisa, a fiúcserkész (Lisa the Boy Scout)                                       | Timothy Bailey      | Dan Greaney                            | 2022. október 9.     | 3,43 millió |
| 732. | 4.  | A kedvesség királya (The King of Nice)                                         | Debbie Bruce Mahan  | Jessica Conrad                         | 2022. október 16.    | 1,16 millió |
| 733. | 5.  | Nem az (Not It)                                                                | Steven Dean Moore   | Cesar Mazariegos                       | 2022. október 23.    | 3,63 millió |
| 734. | 6.  | Rémségek Simpson háza XXXIII (Treehouse of Horror XXXIII)                      | Rob Oliver          | Carolyn Omine & Ryan Koh & Matt Selman | 2022. október 30.    | 3,95 millió |
| 735. | 7.  | Sörtől az apaságig (From Beer to Paternity)                                    | Rob Oliver          | Christine Nangle                       | 2022. november 13.   | 4,77 millió |
| 736. | 8.  | Mostohatestvér ugyanarról a bolygóról (Step Brother from the Same Planet)      | Matthew Faughnan    | Dan Vebber                             | 2022. november 20.   | 1,21 millió |
| 737. | 9.  | Amikor Nelson megismerte Lisát (When Nelson Met Lisa)                          | Steven Dean Moore   | Ryan Koh                               | 2022. november 27.   | 1,53 millió |
| 738. | 10. | Újrajátszva (Game Done Changed)                                                | Timothy Bailey      | Ryan Koh                               | 2022. december 4.    | 1,16 millió |
| 739. | 11. | A rajongó (Top Goon)                                                           | Chris Clements      | Joel H. Cohen                          | 2022. december 11.   | 3,42 millió |
| 740. | 12. | Életem vlogként (My Life as a Vlog)                                            | Debbie Bruce Mahan  | Jessica Conrad                         | 2023. január 1.      | 1,02 millió |
| 741. | 13. | Springfield szentjei (The Many Saints of Springfield)                          | Bob Anderson        | Al Jean                                | 2023. február 19.    | 1,37 millió |
| 742. | 14. | Carl Carlson újra nyeregben (Carl Carlson Rides Again)                         | Mike Frank Polcino  | Loni Steele Sosthand                   | 2023. február 26.    | 1,18 millió |
| 743. | 15. | Bart nélkül (Bartless)                                                         | Rob Oliver          | John Frink                             | 2023. március 5.     | 0,93 millió |
| 744. | 16. | Kirk ellensége (Hostile Kirk Place)                                            | Steven Dean Moore   | Michael Price                          | 2023. március 12.    | 0,77 millió |
| 745. | 17. | A bowlingos csaj (Pin Gal)                                                     | Chris Clements      | Jeff Westbrook                         | 2023. március 19.    | 0,86 millió |
| 746. | 18. | Rajongói viszály (Fan-Ily Feud)                                                | Timothy Bailey      | Broti Gupta                            | 2023. április 23.    | 1,00 millió |
| 747. | 19. | Tudjuk le ezt a részt (Write Off This Episode)                                 | Matthew Nastuk      | J. Stewart Burns                       | 2023. április 30.    | 0,89 millió |
| 748. | 20. | A nagyon éhes hernyók (The Very Hungry Caterpillars)                           | Gabriel DeFrancesco | Brian Kelley                           | 2023. május 7.       | 0,82 millió |
| 749. | 21. | Bohóc V. nevelőtestület (Clown V. Board of Education)                          | Lance Kramer        | Jeff Westbrook                         | 2023. május 14.      | 0,77 millió |
| 750. | 22. | Homer kalandja a szélvédőn át (Homer's Adventure Through the Windshield Glass) | Bob Anderson        | Tim Long                               | 2023. május 21.      | 0,87 millió |

## 35. évad (2023-2024)
| Sor. | Év. | Cím                                                                             | Rendező             | Író                                         | Premier            | Nézettség   |
| ---- | --- | ------------------------------------------------------------------------------- | ------------------- | ------------------------------------------- | ------------------ | ----------- |
| 751. | 1.  | Homer, a zebrafelügyelő (Homer's Crossing)                                      | Steven Dean Moore   | Cesar Mazariegos                            | 2023. október 1.   | 3,58 millió |
| 752. | 2.  | Kapunyitási pánik (A Mid-Childhood Night's Dream)                               | Matthew Faughnan    | Carolyn Omine                               | 2023. október 8.   | 1,17 millió |
| 753. | 3.  | Flancos uraság és felesége (McMansion & Wife)                                   | Debbie Bruce Mahan  | Dan Vebber                                  | 2023. október 22.  | 1,06 millió |
| 754. | 4.  | Lépre csalva: egy céges szerelmi történet (Thirst Trap: A Corporate Love Story) | Timothy Bailey      | Rob LaZebnik                                | 2023. október 29.  | 1,12 millió |
| 755. | 5.  | Rémségek Simpson háza XXXIV (Treehouse of Horror XXXIV)                         | Rob Oliver          | Jeff Westbrook, Jessica Conrad & Dan Vebber | 2023. november 5.  | 4,38 millió |
| 756. | 6.  | Marge, a Vaslady (Iron Marge)                                                   | Matthew Faughnan    | Mike Scully                                 | 2023. november 12. | 1,92 millió |
| 757. | 7.  | Homer baklövése (It's a Blunderful Life)                                        | Matthew Nastuk      | Elisabeth Kiernan Averick                   | 2023. november 19. | 1,11 millió |
| 758. | 8.  | Tengerentúli románc (AE Bonny Romance)                                          | Matthew Nastuk      | Michael Price                               | 2023. december 3.  | 3,16 millió |
| 759. | 9.  | Gyilkos csónak (Murder, She Boat)                                               | Chris Clements      | Broti Gupta                                 | 2023. december 17. | 2,08 millió |
| 760. | 10. | Rossz tett helyében (Do the Wrong Thing)                                        | Rob Oliver          | Joel H. Cohen                               | 2023. december 24. | 5,41 millió |
| 761. | 11. | Frankenstein szörnyetege (Frinkenstein's Monster)                               | Steven Dean Moore   | Joel H. Cohen                               | 2024. február 18.  | 0,76 millió |
| 762. | 12. | Lisa F1-est kap (Lisa Gets an F1)                                               | Timothy Bailey      | Ryan Koh                                    | 2024. február 25.  | 0,87 millió |
| 763. | 13. | Az ősanyák klánja (Clan of the Cave Mom)                                        | Rob Oliver          | Brian Kelley                                | 2024. március 24.  | 0,69 millió |
| 764. | 14. | A szakszervezet éjszakája (Night of the Living Wage)                            | Chris Clements      | Cesar Mazariegos                            | 2024. április 7.   | 0,83 millió |
| 765. | 15. | Napok hamvai (Cremains of the Day)                                              | Gabriel DeFrancesco | John Frink                                  | 2024. április 21.  | 0,97 millió |
| 766. | 16. | Atya-gatya (The Tell-Tale Pants)                                                | Steven Dean Moore   | Al Jean                                     | 2024. május 5.     | 0,85 millió |
| 767. | 17. | A fordulópont (The Tipping Point)                                               | Matthew Nastuk      | J. Stewart Burns                            | 2024. május 12.    | 0,72 millió |
| 768. | 18. | Bart agya (Bart's Brain)                                                        | Mike Frank Polcino  | Dan Vebber                                  | 2024. május 19.    | 0,62 millió |

## 36. évad (2024-2025)
| Sor. | Év. | Cím | Rendező             | Író                                     | Premier              | Nézettség   |
| ---- | --- | --- | ------------------- | --------------------------------------- | -------------------- | ----------- |
| 769. | 1.  | Bart születésnapja (Bart's Birthday)                                                                                    | Rob Oliver          | Jessica Conrad                          | 2024. szeptember 29. | 1,08 millió |
| 770. | 2.  | A sárga lótusz (The Yellow Lotus)                                                                                       | Matthew Faughnan    | Loni Steele Sosthand                    | 2024. október 6.     | 0,89 millió |
| 771. | 3.  | Lisa nyomában (Desperately Seeking Lisa)                                                                                | Matthew Nastuk      | Tim Long                                | 2024. október 20.    | 2,02 millió |
| 772. | 4.  | Rizikós hőség (Shoddy Heat)                                                                                             | Gabriel DeFrancesco | Jeff Westbrook                          | 2024. október 27.    | 0,98 millió |
| 773. | 5.  | Rémségek Simpson háza XXXV (Treehouse of Horror XXXV)                                                                   | Timothy Bailey      | Matt Selman, Dan Vebber és Rob LaZebnik | 2024. november 3.    | 3,18 millió |
| 774. | 6.  | Csajok rövidre vágva (Women in Shorts)                                                                                  | Eric Koenig         | Christine Nangle                        | 2024. november 10.   | 0,83 millió |
| 775. | 7.  | A rémségek Simpson háza bemutatja: Simpson lélek közeleg (Treehouse of Horror Presents: Simpsons Wicked This Way Comes) | Debbie Bruce Mahan  | Jessica Conrad                          | 2024. november 24.   | 2,69 millió |
| 776. | 8.  | Kényelem légitársaság (Convenience Airways)                                                                             | Rob Oliver          | Loni Steele Sosthand                    | 2024. december 8.    | 1,70 millió |
| 777. | 9.  | Homer és nővérei (Homer and Her Sisters)                                                                                | Matthew Nastuk      | Nick Dahan                              | 2024. december 15.   | 1,47 millió |
| 778. | 10. | Ó, jöjjetek, hívek 1. rész (O C'mon All Ye Faithful Part 1)                                                             | Debbie Mahan        | Carolyn Omine                           | 2024. december 17.   | N/A         |
| 779. | 11. | Ó, jöjjetek, hívek 2. rész (O C'mon All Ye Faithful Part 2)                                                             | Matthew Faughnan    | Carolyn Omine                           | 2024. december 17.   | N/A         |
| 780. | 12. | Az ember, aki túl sokat repült (The Man Who Flew Too Much)                                                              | Steven Dean Moore   | Al Jean                                 | 2024. december 22.   | 0,91 millió |
| 781. | 13. | Üvegek harca (Bottle Episode)                                                                                           | Gabriel DeFrancesco | Rob LaZebnik és Johnny LaZebnik         | 2024. december 29.   | 3,31 millió |
| 782. | 14. | Misszió a múltba (The Past and the Furious)                                                                             | Mike Frank Polcino  | Rob LaZebnik                            | 2025. február 12.    | N/A         |
| 783. | 15. | Homer Flanders-szellemei (The Flandshees of Innersimpson)                                                               | Chris Clements      | Dan Vebber                              | 2025. március 30.    | 0,62 millió |
| 784. | 16. | Csak egy dagadt maradhat (The Last Man Expanding)                                                                       | Timothy Bailey      | J. Stewart Burns                        | 2025. április 6.     | 0,69 millió |
| 785. | 17. | Ui.: Utállak (P.S., I Hate You)                                                                                         | Mike Frank Polcino  | Cesar Mazariegos                        | 2025. április 13.    | 0,59 millió |
| 786. | 18. | Sárga bolygó (Yellow Planet)                                                                                            | Timothy Bailey      | J. Stewart Burns                        | 2025. április 22.    | N/A         |
| 787. | 19. | Abe kontra Moe baseball-liga (Abe League of Their Moe)                                                                  | Rob Oliver          | Joel H. Cohen                           | 2025. április 27.    | 0,73 millió |
| 788. | 20. | Pörkölt hazugságok (Stew Lies)                                                                                          | Debbie Bruce Mahan  | Broti Gupta                             | 2025. május 4.       | 0,63 millió |
| 789. | 21. | Teli szív, üres medence (Full Heart, Empty Pool)                                                                        | Chris Clements      | Jeff Westbrook                          | 2025. május 11.      | 0,69 millió |
| 790. | 22. | Elidegenítő dolgok (Estranger Things)                                                                                   | Matthew Nastuk      | Tim Long                                | 2025. május 18.      | 0,54 millió |

## 37. évad (2025-2026)
| Sor. | Év. | Cím | Rendező | Író | Premier              | Nézettség |
| ---- | --- | --- | ------- | --- | -------------------- | --------- |
| 791. | 1.  | ?   |         |     | 2025. szeptember 28. |           |

## 38. évad (2026-2027)
| Sor. | Év. | Cím | Rendező | Író | Premier | Nézettség |
| ---- | --- | --- | ------- | --- | ------- | --------- |

## 39. évad (2027-2028)
| Sor. | Év. | Cím | Rendező | Író | Premier | Nézettség |
| ---- | --- | --- | ------- | --- | ------- | --------- |

## 40. évad (2028-2029)
| Sor. | Év. | Cím | Rendező | Író | Premier | Nézettség |
| ---- | --- | --- | ------- | --- | ------- | --------- |